# Вігстрем Генріх Еммануїл
Генріх Еммануїл Вігстрем (1862—1923) — ювелір, майстер фірми Карла Фаберже в Санкт-Петербурзі.
Переїхав до Петербургу у 1878 році. Був учнем в майстерні золотих виробів. З 1884 року працював на фірмі Карла Фаберже в майстерні Михайла Перхіна його головним помічником. Після смерті Перхіна у 1903 році очолив майстерню.
Після революції 1917 року Генріх Вігстрем повернувся до Фінляндії, де продовжив працювати.